# Naturschutzgebiet Schanzenberge bei Mankmoos
Koordinaten: 53° 48′ 59,6″ N, 11° 46′ 23,8″ O

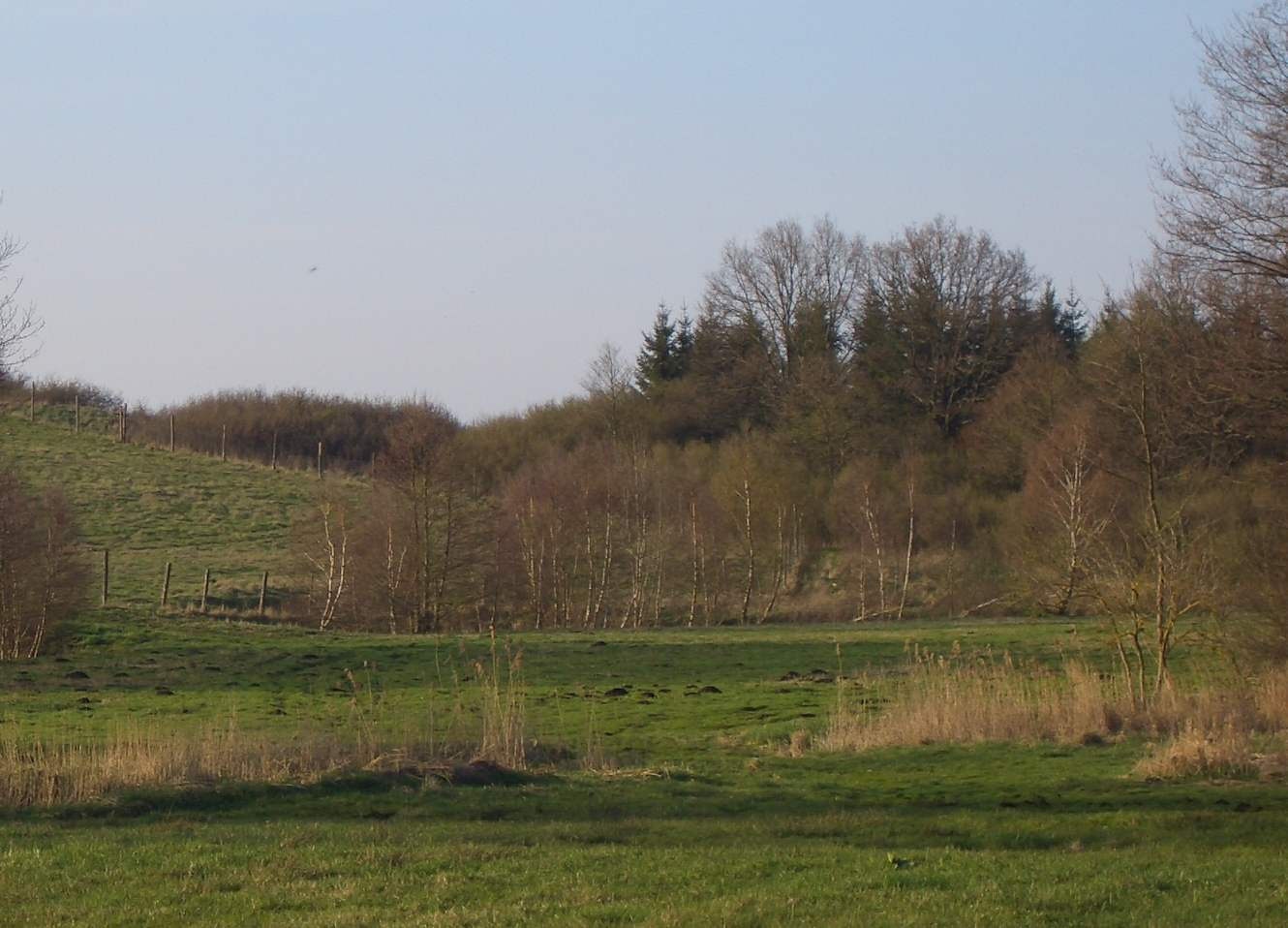
Blick von Süden auf das Naturschutzgebiet

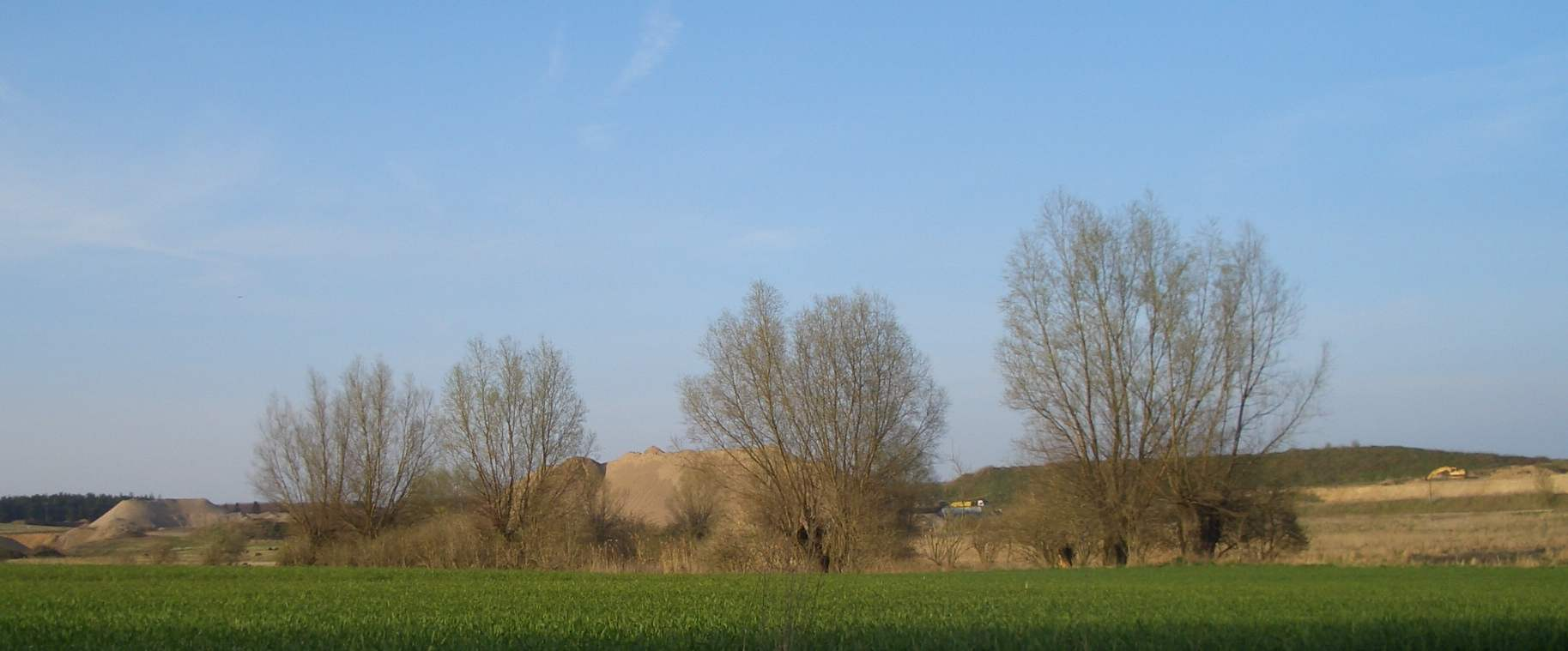
Unmittelbar westlich angrenzender Kiestagebau

Das Naturschutzgebiet Schanzenberge bei Mankmoos ist ein Naturschutzgebiet in Mecklenburg-Vorpommern und liegt ungefähr einen Kilometer nordöstlich des Ortes Mankmoos. Es umfasst eine Fläche von elf Hektar, wurde am 9. Februar 1998 unter Schutz gestellt und dient der Pflege und Entwicklung von Trockenstandorten. Der Gebietszustand ist nach Aufgabe der Schafbeweidung befriedigend, da die Flächen der Sukzession unterliegen und Pionierstandorte verschwinden. Die Flächen werden stellenweise gemäht, um den Offencharakter zu erhalten. Das Gebiet gehört zum Betriebsgelände eines Kiestagebaues und darf nicht betreten werden.

## Historie
Die nährstoffarmen und sandigen Flächen bildeten sich als Sander in der letzten Eiszeit. Auf der Wiebekingschen Karte von 1786 zeigt sich eine überwiegende Ackernutzung. Die mit Gebüschen bewachsenen Kuppen wurden bis in die heutige Zeit mit Schafen beweidet. Die Ackernutzung wurde bereits vor Jahrzehnten aufgegeben. Das Gebiet ist heute nutzungsfrei, es werden jedoch angrenzend die bis zu zwanzig Meter mächtigen Kiesvorkommen abgebaut.

## Pflanzen- und Tierwelt
Magerrasen bedecken einen Großteil des Schutzgebietes. Typische Arten sind Grasnelke, Schaf-Schwingel, Thymian, Mädesüß und Wiesenhafer. Als Brutvögel sind Neuntöter, Rebhuhn, Schlagschwirl, Pirol und Sperbergrasmücke anzutreffen. Auf den warmen Flächen findet sich die Zauneidechse. Bedeutend sind zahlreiche Schmetterlingsarten wie Augenfalter, Baumweißling und Violetter Waldbläuling.